# Alziro Molin

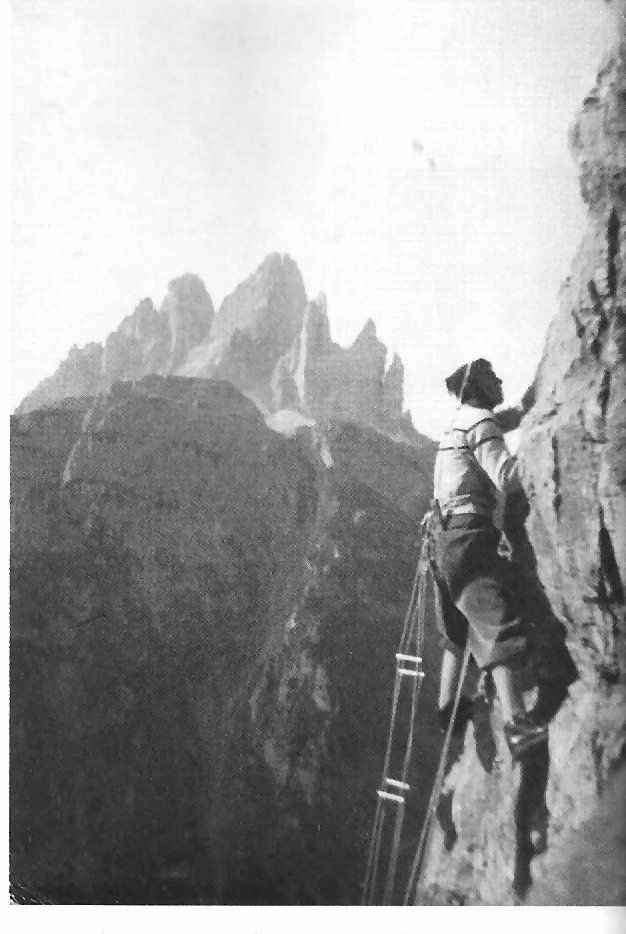
Alziro Molin – Campanile Aiarnola Berg (1952)

Alziro Molin (* 24. April 1932 in Auronzo di Cadore; † 11. April 2023 in Innichen, Südtirol) war ein italienischer Extrembergsteiger.

## Erstbegehungen
- 1963 1. Beg. Cima Cadin de le Bisse, Südwand „Variante“, 2356 m (Sextener Dolomiten)
- 1963 1. Beg. Punta Maria di Val Giralba, Nordwand, 2659 m (Sextener Dolomiten)
- 1964 1. Beg. Cima Cadin de le Bisse, Rechte Westwand, 2356 m (Sextener Dolomiten)
- 1964 1. Beg. Torre Leo, Westwand, 2550 m (Sextener Dolomiten)
- 1967 1. Beg. Guglia Edmondo des Amicis, Nordostkante (Cadinigruppe, Pale di Misurina, Dolomiten)
- 1965 1. Beg. Kleine Zinne, Südwand zum Nordwandsattel „Molin-Führe“, V, 2857 m (Sextener Dolomiten)
- 1967 1. Beg. Torre Tito, Westverschneidung, 2427 m (Sextener Dolomiten)
- 1967 1. Beg. der NO-Kante an der Cima su Alto, monte Civetta – Ignazio Piussi, Aldo Anghileri, Alziro Molin, Ernesto Panzeri e Guerrino Cariboni (oberer 6. Grad; grandiose technische Kletterei)
- 1967 1. Beg. Torre Quattro Laghi, Südwand, 2681 m (Sextener Dolomiten)
- 1968 1. Beg. Hoher Zwölferkofel, Vorgipfel, Nordwand „Molin-Führe“, VI/A2,500 HM, 3094 m (Sextener Dolomiten)[2]
- 1967 1. Beg. Cima Cadin del Lago, Vorgipfel (Punta Raffaele) „Westwand“, 2575 m (Sextener Dolomiten)
- 1971 1. Beg. Punta Cadin de le Pere von Süden, 2550 m (Sextener Dolomiten) Gerd Schauer, Isny

## Erstbesteigungen
- Campanile Caldart, 6. August 1972

## Routen-Erstbegehungen
- Frida Punta Di, Südwand zum Nordwandsattel, 1965
- Tito Torre (Sextener Dolomiten), Westverschneidung, 19. Juli 1967
- Quattro Laghi Torre, Südwand, 20. Juli 1967
- Zwölfer Hoher (Croda dei Toni, Cima Dodici), Vorgipfel – „Nordwand - Variante“, 23. Juli 1968
- Maria di Val Giralba – Punta, Nordwand, 15. August 1963
- Cadin de le Bisse Cima, Westwand Rechte, 7. Juni 1964
- Cadin de le Bisse Cima, Südwand – „Variante“, 10. August 1963
- Leo Torre, Westwand, 2. August 1964
- Cadin del Lago Cima, Vorgipfel (Punta Raffaele) – „Westwand“, 28. Juli 1967
- Punta Cadin de le Pere, von Süden, 20. August 1971
- Caldart Torre, Nordostkante, 6. August 1972
- Buco Punta del, von Südosten, 18. Mai 1952

## Internationale Bergsteiger-Expeditionen

### Hoggar Mountains 71/72 – Algerien (26. Dezember 1971 bis 20. Januar 1972)

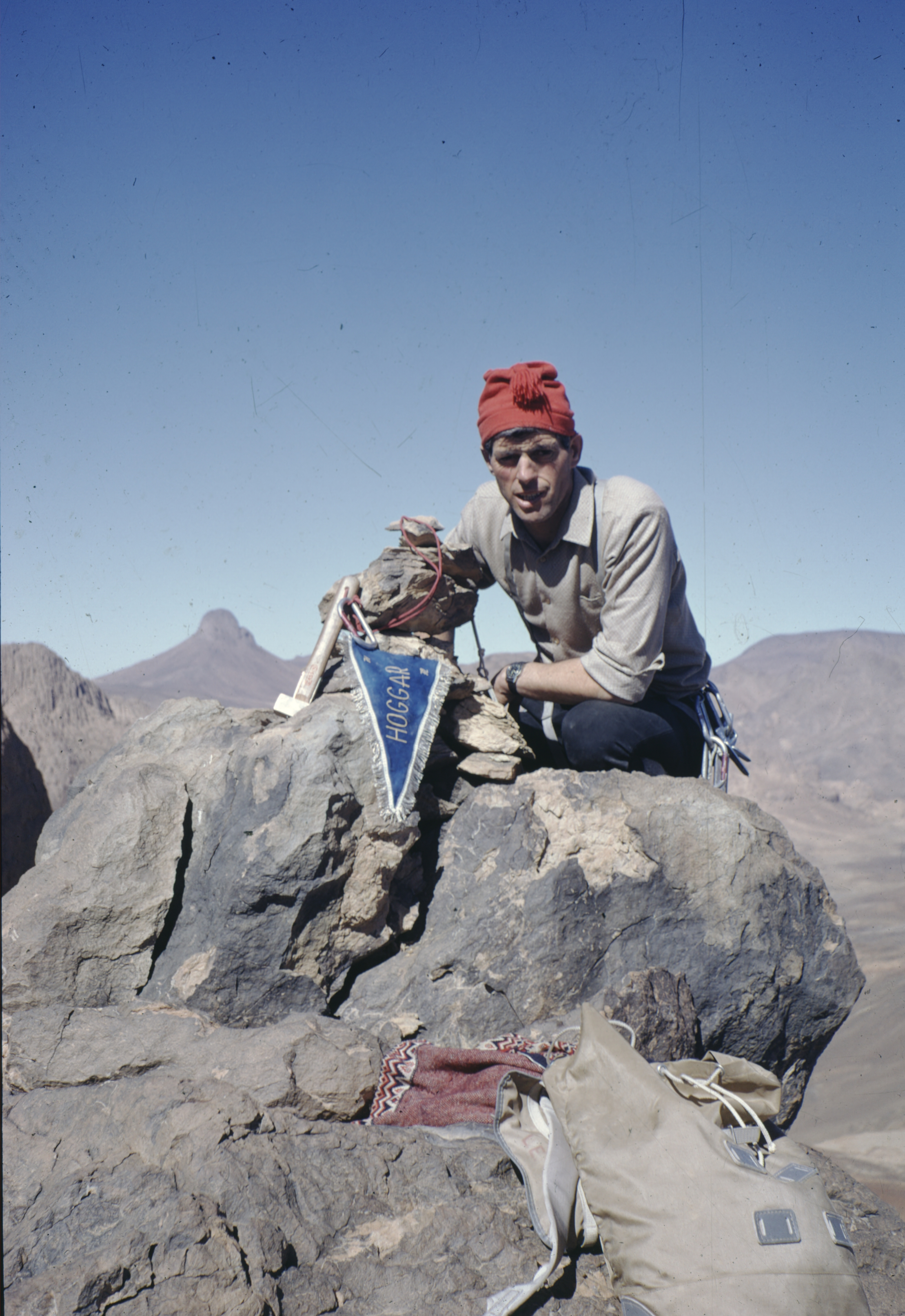
Molin Alziro im Ahaggar, Süd-Algerien (1973)

Scientific-Bergtour „Città di Carpi“.
Komponenten: don Arturo Bergamaschi – Guerrino Sacchin – Achille Poluzzi – Alberto Avanzolini – Giacomo Banti – Gilberto Bertolani – Enzo Lancellotti – Benito Modoni – Mario Panizza – Elio Sommavilla – Molin Alziro.
Ergebnisse:
- Tezuyeg Minor, m. 2.540 – neuer Weg
- Tin Tiralgiouin, m. 2.500 - 1.Beg.
- Tireggunin, m.2.700 – neuer Weg
- Gruppo Taridalt: 2 torre, m.2.410 - 1.Beg.
- Gruppo Taridalt: 1 torre, m.2.390
- Tikentin: 2 torre, m.2.500
- Tikentin: 1 torre, m. 2.450
- Ewendess, m. 2.650
- Cima Auknet, parete sud-est, m.2.552 neuer Weg
- Cima Auknet, parete ovest, m.2.552
- Sawinam, parete sud-est, m.2.650

### Hindukusch ’73 – Afghanistan (30. Juni bis 10. August 1973)
Scientific-Bergtour “città di Bologna”.
Komponenten: don Arturo Bergamaschi – Achille Poluzzi – Gilberto Bertolani – Gian Carlo Calza – Alziro Molin – Benito Modoni – Guerrino Sacchin – Nando Stagni – Gian Carlo Zuffa.
Ergebnisse:
- Kohe Chatral m. 5.500 – Ergebnisse:
- Kohe Khanen m. 5.320
- Kohe Pegish Zoom 1°, m. 6.269 neuer Weg
- Kohe Pegish Jurm, m. 6.080 – Ergebnisse:
- Kohe Jamhoriat, m. 5.910
- Kohe Jurm, m. 5.800 – neuer Weg
- Kohe Asadi, m. 5.450 – Ergebnisse:
- Kohe Solhtalab, m. 5.430 – Ergebnisse:
- Kohe Bachai Sol Safid, m. 5.420
- Kohe Shal e Safid, m. 5.470

### Angmagssalik ’74 – Ostgrönland (1974)
Scientific-Bergtour „Hundertjahrfeier der Gründung der Sektion Cadorina C.A.I. Auronzo“
Komponenten: Alziro Molin – Alberto Berti – Claudio De Zordo – Eraldo Pais Becher – Giuseppe Macchietto – Giuseppe Barbieri – Enzo Lancellotti – Giovanni (Gianni) Pais Becher.
Im Bereich zwischen der „Fjord Sermiligak“ Gletscher „Karale Glacier“ und der Gletscher „Knud Rasmussen“ wurden viele unbestiegenen Gipfel erforscht und Gletscher haben einige unbekannte Wege (27 Anstiege, darunter 21 noch nie gemacht).

### Hoher Atlas ’77 – Marokko (1977)
Mit den „Scoiattoli di Cortina“ kletterte auf das Massiv des Hohen Atlas in Marokko.
| Datum       | Berg                           | Via    | Schwierigkeitsgrad | Bergsteiger                  |
| 4. Mai 1977 | Jebel Aiuoi (Atlante d’Africa) | Wand N | IV/V               | Andrea Menardi, Alziro Molin |
| 5. Mai 1977 | Jebel Aiuoi (Atlante d’Africa) | Wand L | V/V+               | Andrea Menardi, Alziro Molin |

### Tsast Uul – Tsambagarev ’93 – Mongolei (Juni bis Juli 1993)
Komponenten: Gianni Pais Becher – Gastone Lorenzini – Alziro Molin.
Ergebnisse:
- Tsast Uul (4.250 meter), via normale, der zweithöchste Gipfel in der Mongolei.